# Odznaka Obywatelska 1914–1918
Odznaka Obywatelska 1914-1918 (fr. Décoration civique 1914-1918) – odznaczenie Królestwa Belgii dla osób cywilnych i wojskowych niebiorących udziału w walkach za działalność dla dobra ojczyzny w czasie I wojny światowej, nadawane od 1915 do ok. 1925 roku.

## Historia
Odznaczenie, które było odmianą wcześniejszej Odznaki Obywatelskiej z 1867, zostało ustanowione 18 maja 1915 roku przez króla Belgów Alberta I, pierwotnie jako Décoration civique 1914-1915, i było (bardzo rzadko) nadawane przez rząd belgijski na uchodźstwie rezydujący we Francji, w Le Havre. Po zwycięskiej wojnie król Albert ustanowił 12 grudnia 1918 bardziej znane odznaczenie 1914–1918, nadawane za ofiarność wobec ojczyzny w latach Wielkiej Wojny. O ile wiadomo, wersja 1914–1915 posiadała tylko jedną klasę, noszony na piersi złoty krzyż, natomiast wersja 1914–1918 otrzymała pięć klas starszego odznaczenia z 1867, krzyże srebrny i złoty oraz medale złoty, srebrny i brązowy.

## Insygnia
Krzyż odznaczenia modelu 1914–1915 zachował ogólną formę poprzednika z 1867 roku, ze względu na warunki wojenne pozostawiono nawet monogram królewski „L” w medalionie awersu (choć monarchą był już wówczas Albert I), ale wymieniono krzyż burgundzki między ramionami oznaki na dwa skrzyżowane złote miecze, usunięto symbol krzesiwa sponad górnego ramienia krzyża, wymieniono wstęgę na nową, żółtą z czerwono-żółto-czarnymi obustronnymi bordiurami i opatrzono ją okuciem z datami 1914–1915. Przy modelu z 1918 wymieniono monogram królewski na „A”, zaś niezmienione w wyglądzie medale z roku 1867 otrzymały dwa skrzyżowane miecze nad górnym ramieniem krzyża wpisanego w medal oraz monogram „A” w medalionie środkowym. Wstążka była ta sama co przy modelu z 1915, ale nosiła okucia z datami 1914-1918.